# Srdeční síň

Obrázek srdce člověka s vyznačenými srdečními síněmi ("atrium")

Srdeční síň (též předsíň) je část srdce, do které přitéká žílami krev z oběhového systému. Nahromadí se a poté je vypuzována do srdečních komor. Do pravé síně přitéká neokysličená krev skrze horní a dolní dutou žílu. Do levé síně přitéká okysličená krev z plic čtyřmi plicními žílami. Stěna síní je tenká 3 až 5 mm, což zajišťuje nižší tlak uvnitř síně. Od komory je srdeční síň oddělena cípatými chlopněmi (trojcípá chlopeň pro pravou síň a mitrální chlopeň pro levou síň), které brání zpětnému toku krve z komory do síně.